# Messigny-et-Vantoux
Messigny-et-Vantoux è un comune francese di 1 567 abitanti situato nel dipartimento della Côte-d'Or nella regione della Borgogna-Franca Contea.

## Società

### Evoluzione demografica
Abitanti censiti

## Amministrazione

### Gemellaggi
- Harxheim, Germania